# BMW R 1100 RS
BMW R1100RS – sportowo-turystyczny motocykl produkowany przez BMW Motorrad między 1993 a 2001 rokiem. Był pierwszym motocyklem BMW w którym został użyty silnik bokser R259 "Oilhead".

## Design
Silnik R259 to jednostka o pojemności 1085cc
, mocy maksymalnej 90KM(66kW). Nazwa "Oildhead" pochodzi od układu chłodzenia w którym cylindry były chłodzone powietrzem natomiast głowice były chłodzone olejem.
W R1100RS zastosowano konstrukcję bez-ramową wykorzystując silnik jako element nośny. Podejście to BMW wykorzystało we wszystkich kolejnych "Oilhead'ach" z wyjątkiem R1100S. Zamiast konwencjonalnych widelców teleskopowych w R1100RS zastosowano nowy widelec Telelever, który jest mocowany bezpośrednio do silnika. Konstrukcja ta ma wygląd podobny do widelców teleskopowych, ale siły hamowania są cofane poziomo, minimalizując „nurkowanie widelca”, co powoduje większą stabilność podczas hamowania. Tylna rama pomocnicza wspierała kierowcę, pasażera oraz bagaż.
Dostępne były zarówno warianty z pełnymi owiewkami jak i wersja lżejsza, nie okrywającą silnika.
W 1993 roku silnik został użyty w R1100GS. W 1999 roku w R1100S zamontowano mocniejszą sześciobiegową wersję silnika R259. W 2013 roku BMW wprowadziło chłodzenie cieczą w swoich bokserach, ale firma nadal montuje silniki "Oilhead" do roadsterów, takich jak R nineT i R1100R.

## Nagrody
R1100RS był sprzedawany w Stanach Zjednoczonych od 1994 roku, w tym samym roku został wybrany najlepszym "standardowym" motocyklem magazynu  "Cycle World" w 1994 roku.